# ألكساندر برينت
الكساندر برينت (بالهولندية: Alexander Prent)‏ (25 مايو 1983 بأوترخت في هولندا - ) هو لاعب كرة قدم هولندي في مركز الوسط. لعب مع إن إي سي نيميخن ونادي إس إتش بي دا نانغ ونادي كامبور ونادي هالمستاد وتوب أوس وJVC Cuijk ‏.

## روابط خارجية
- ألكساندر برينت على موقع قاعدة بيانات كرة القدم.إي يو (الإنجليزية)
- ألكساندر برينت على موقع Soccerway.com (الإنجليزية)